# Cercospora medicaginis
Cercospora medicaginis är en svampart som beskrevs av Ellis & Everh. 1891. Cercospora medicaginis ingår i släktet Cercospora och familjen Mycosphaerellaceae.   Inga underarter finns listade i Catalogue of Life.